# Haurietis aquas

Wappen Papst Pius’ XII.

Haurietis aquas (Ihr werdet Wasser schöpfen, nach Jes 12,3) ist eine Enzyklika, die Papst Pius XII. am 15. Mai 1956 anlässlich des hundertjährigen Jubiläums des Herz-Jesu-Festes veröffentlichte. Es ist das bisher letzte Schreiben eines Papstes, das die Herz-Jesu-Verehrung zum Gegenstand hat.

## Hintergrund

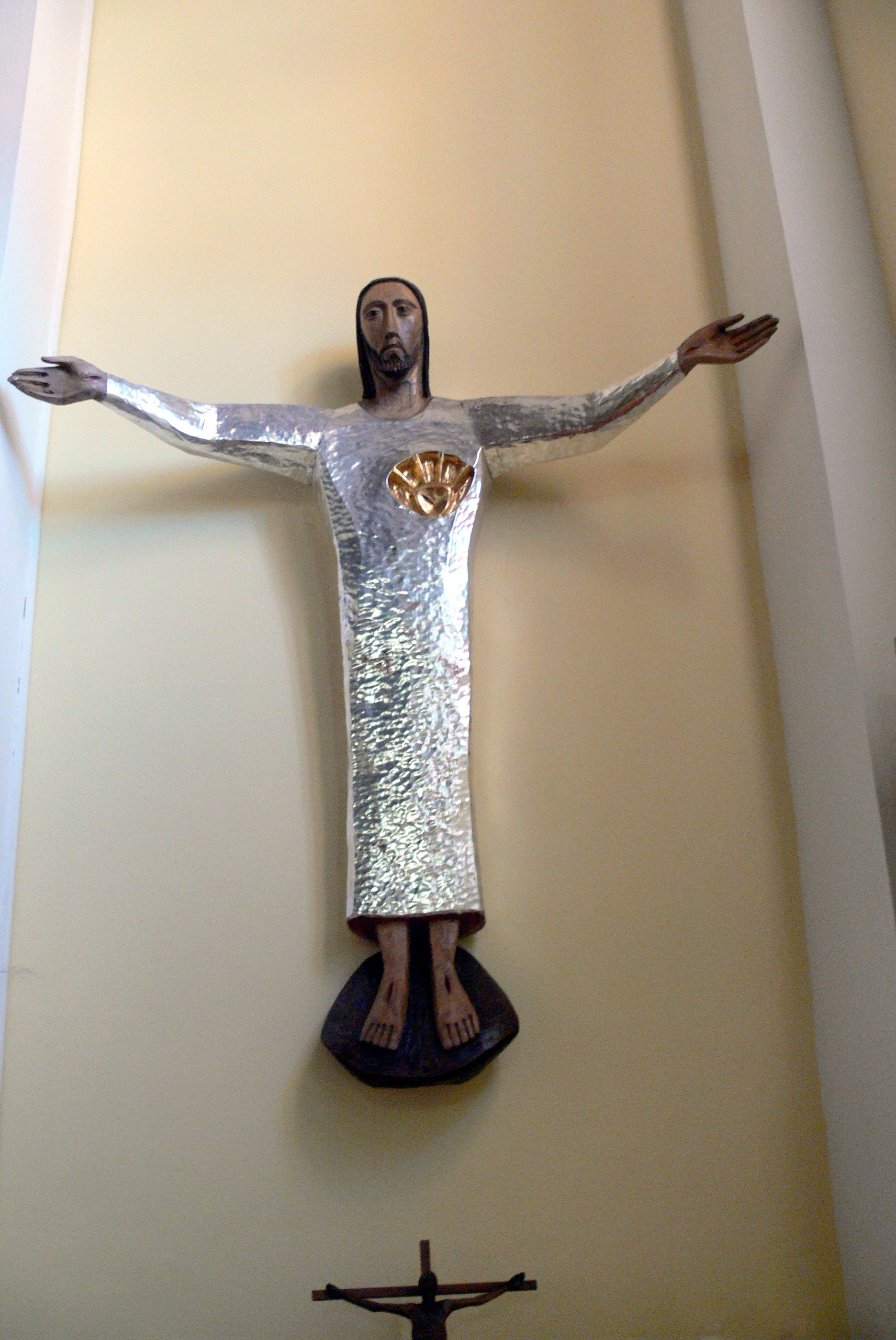
Herz-Jesu-Statue von 1956 (Pfarrkirche Herz-Jesu Oberkappel)

Wesentlich beeinflusst durch die im Jahr 1690 gestorbene Margareta Maria Alacoque, führte Pius IX. 1856 das Herz-Jesu-Fest für die ganze Katholische Kirche verbindlich ein.
In den 1950er Jahren erarbeiteten katholische Theologen ein neues Verständnis der Herz-Jesu-Verehrung. Diese Grundrichtung schlug sich auch in verschiedenen Papstschreiben nieder, besonders in der Enzyklika Haurietis aquas vom 15. Mai 1956. Die Theologen verknüpften die Herz-Jesu-Verehrung eng mit den Grundwahrheiten des christlichen Glaubens, besonders mit der Lehre vom Heiligen Geist und den Sakramenten. Das Herz-Jesu-Fest ist an veränderlichen Terminen, und zwar am Freitag acht Tage nach Fronleichnam (der dritte Freitag nach Pfingsten, bzw. der erste „freie“ Freitag nach der Fronleichnamsoktav). Die Festfeier ist oft am dritten Sonntag nach Pfingsten, z. B. in Tirol, wo das Herz-Jesu-Fest mit besonderem Brauchtum (z. B. Herz-Jesu-Feuer, Umzüge, Prozessionen usw.) begangen wird. Der jeweils erste Freitag eines Monats wird Herz-Jesu-Freitag genannt.

## Inhalt der Enzyklika
Nach der Begrüßungsformel und den einleitenden Worten folgen:
- im Teil I. die Einwendungen und die Gliederung des Rundschreibens sowie die Anklänge im Alten Testament,
- im Teil II. die Grundlegungen im Neuen Testament und in der Überlieferung,
- im Teil III. die Darlegung über das göttliche und menschliche Herz des Herrn,
- im Teil IV. folgt die Erklärung zur Verehrung des Heiligsten Herzens, und
- im Teil V. und dem Abschluss die Betonung der Notwendigkeit und schließlich die Erteilung des Segens für die Herz-Jesu-Verehrung.